# Batalha de Vukovar
A Batalha de Vukovar (em croata: Bitka za Vukovar; em sérvio: Битка за Вуковар; romaniz.: Bitka za Vukovar) foi um cerco de 87 dias a cidade de Vukovar no leste da Croácia onde o Exército Popular da Iugoslávia, apoiados por várias forças paramilitares da Sérvia, combateu o Exército croata, entre agosto e novembro de 1991. Antes da Guerra de Independência da Croácia, a pequena cidade barroca era um local próspero com sua população sendo dividida entre croatas, sérvios e outros grupos étnicos. Enquanto a Iugoslávia se desintegrava, o presidente sérvio Slobodan Milošević e o presidente croata Franjo Tuđman iniciaram suas políticas internas de orientação nacionalista. Em 1990, uma incursão armada de milícias sérvio-croatas, apoiados pelo governo da Sérvia e por vários grupos paramilitares, tomou controle de áreas da Croácia onde a maioria da população era de origem sérvia. O exército iugoslavo então interveio em favor da rebelião e o conflito se tornou uma guerra aberta no leste croata na região da Eslavônia em maio de 1991. Em agosto, as forças armadas da Iugoslávia lançaram uma grande ofensiva militar contra a Croácia, atacando várias cidades, incluindo Vukovar.
Vukovar era defendido por 1 800 soldados mal armados da Guarda Nacional croata e do corpo de voluntários civis, contra 36 mil homens do exército iugoslavo e das forças paramilitares sérvias fortemente armadas e equipadas com veículos blindados e artilharia. Durante a batalha, tiros de canhão e foguetes foram disparados contra a cidade em uma média de 12 mil projéteis por dia. Naquela época, esta foi a maior e mais prolongada batalha lutada na Europa em muitos anos, e Vukovar se tornou a primeira cidade européia a ser praticamente toda destruída em combate desde a Segunda Guerra Mundial.
Quando Vukovar caiu em 18 de novembro de 1991, centenas de soldados e civis croatas foram massacrados pelas forças sérvias e pelo menos 31 mil pessoas foram deportadas da cidade e de seus arredores. Grande parte da população da cidade sofreu uma limpeza étnica e o local passou a fazer parte da auto-proclamada República Sérvia de Krajina. Vários líderes políticos e militares sérvios, incluindo o presidente Milošević, foram indiciados e alguns condenados por crimes de guerra cometidos durante esta batalha.
A batalha exauriu o exército iugoslavo e acabou sendo um momento decisivo da guerra na Croácia. Um cessar-fogo foi declarado algumas semanas depois. Vukovar continuou sob controle sérvio até 1998 quando a cidade foi pacificamente reintegrada a Croácia. Ela foi reconstruida mas mais da metade da população que vivia lá antes da guerra ainda está dispersada pelo país e vários prédios ainda estão em ruinas. As suas comunidades étnicas continuam divididas e a prosperidade da cidade não foi retomada.

## Antecedentes
Vukovar é um importante centro regional na fronteira leste da Croácia, situado no leste da Eslavônia, na margem oeste do rio Danúbio. A área tem uma população diversificada de croatas, sérvios, húngaros, eslovacos, rutenos e outras nacionalidades, que viveram juntos durante séculos em relativa harmonia antes da guerra da independência da Croácia. Era também uma das áreas mais ricas da Iugoslávia antes do conflito. A prosperidade de longa data de Vukovar foi refletida em um dos melhores conjuntos de arquitetura barroca da Croácia.
A região passou por grandes mudanças demográficas após a Segunda Guerra Mundial, quando seus habitantes étnicos alemães foram expulsos e substituídos por colonos de outras partes da Iugoslávia. Em 1991, o último censo iugoslavo registrou o município de Vukovar, que incluía a cidade e aldeias vizinhas, como tendo 84 189 habitantes, dos quais 43,8% eram croatas, 37,5% eram sérvios e os restantes eram membros de outros grupos étnicos. A população da cidade era 47% croata e 32,3% sérvia.
A partir de 1945, a Iugoslávia foi governada como um estado socialista federal composto por seis repúblicas recém-criadas — Eslovênia, Croácia, Bósnia e Herzegovina, Sérvia, Montenegro e Macedônia. A atual fronteira entre a Sérvia e a Croácia foi definida em 1945 por uma comissão do governo federal iugoslavo que atribuiu áreas de maioria sérvia à República Socialista da Sérvia e aquelas de maioria croata à República Socialista da Croácia. No entanto, uma considerável minoria sérvia permaneceu dentro deste último.
Após a morte do líder iugoslavo Josip Broz Tito em 1980, o nacionalismo étnico há muito suprimido reviveu e as repúblicas individuais começaram a afirmar sua autoridade com mais força à medida que o governo federal enfraquecia. A Eslovênia e a Croácia avançaram para a democracia multipartidária e a reforma econômica, mas o autoritário presidente comunista da Sérvia, Slobodan Milošević, se opôs à reforma e procurou aumentar o poder do governo iugoslavo. Em 1990, a Eslovênia e a Croácia realizaram eleições que acabaram com o regime comunista e levaram partidos nacionalistas pró-independência ao poder em ambas as repúblicas. Na Croácia, a União Democrática Croata (HDZ) de Franjo Tuđman assumiu o poder, com Tuđman como presidente.
O programa de Tuđman foi contestado por muitos membros da minoria sérvia da Croácia, para quem ele era abertamente antagônico. O Partido Democrático Sérvio da Croácia (SDS), apoiado por Milošević, denunciou o HDZ como uma reencarnação do movimento nacionalista-fascista ustaše, que massacrou centenas de milhares de sérvios durante a Segunda Guerra Mundial. A partir de meados de 1990, o SDS montou uma rebelião armada em áreas habitadas por sérvios da Croácia e estabeleceu o autodeclarado Área Autônoma Sérvia de Krajina, com apoio secreto do governo sérvio e de grupos paramilitares sérvios. O governo croata rapidamente perdeu o controle de grandes áreas da república. Em fevereiro de 1991, os sérvios de Krajina declararam independência da Croácia e anunciaram que se uniriam à Sérvia. Outras comunidades sérvias na Croácia também anunciaram que iriam se separar e estabeleceram suas próprias milícias.

## Galeria de fotos

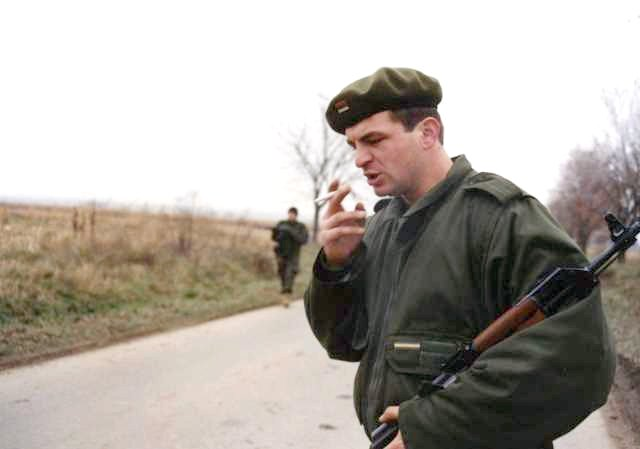
Um militar sérvio em Erdut, 1991.
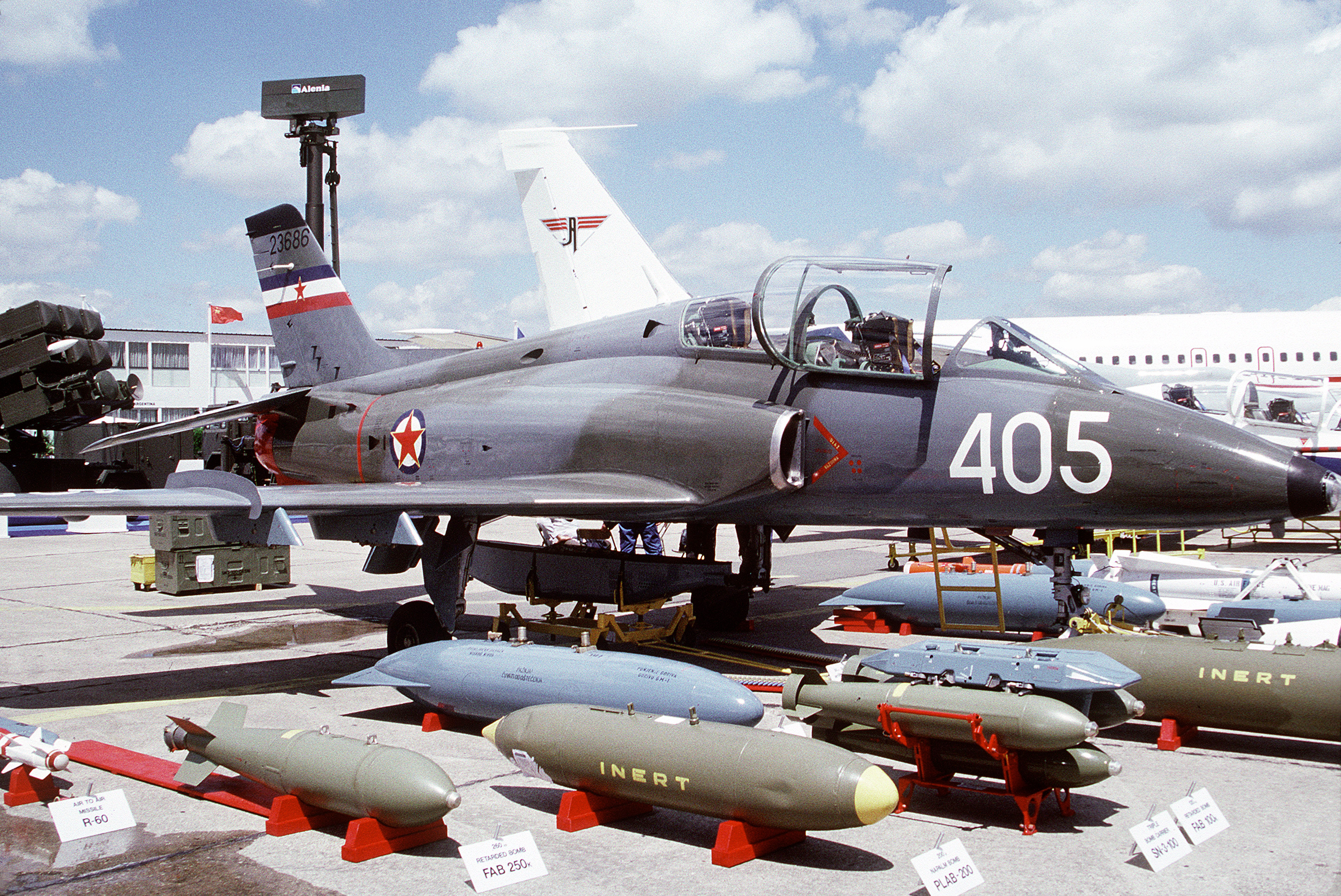
Um caça G-4 da força aérea iugoslava. A superioridade em equipamentos da Sérvia e de seus aliados fez-se notório durante a batalha mas não preveniu que eles sofressem pesadas baixas durante o conflito.
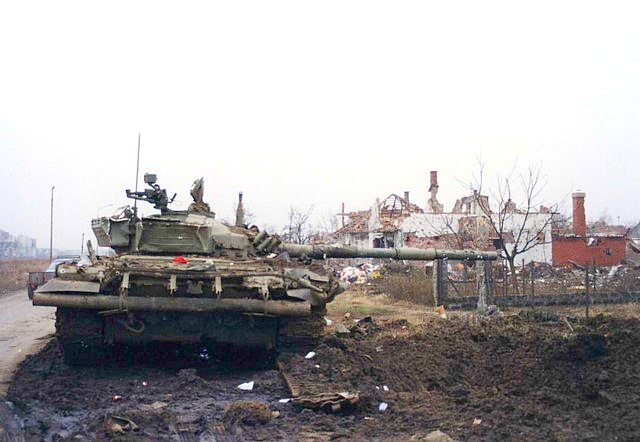
Um tanque M-84 iugoslavo abandonado depois de ser danificado por uma mina-terrestre, em novembro de 1991.
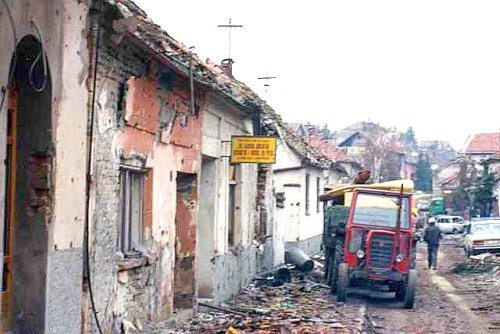
Uma rua de Vukovar após a batalha.
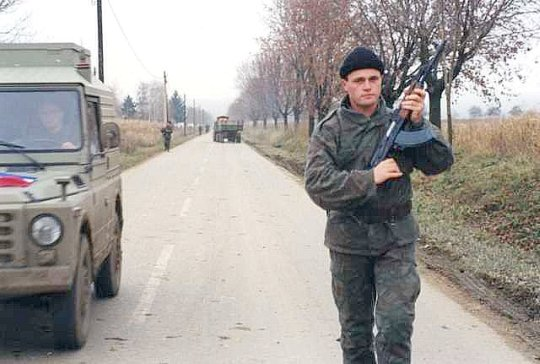
Um miliciano sérvio no leste da Croácia.